# Кавказский университет
Кавказский университет (азерб. Qafqaz Universiteti) — высшее учебное заведение Азербайджана. Был первым и, по состоянию на 2015 год, единственным иностранным частным университетом в республике.
Находился в городе Хырдалан, на 16 километре Сумгаитского шоссе г. Баку. Закрыт в 2017 году.

## История
Университет основан в 1993 году, после обретения Азербайджаном независимости. Основателями университета выступила группа турецких бизнесменов. Поддержку в создании университетского городка оказал президент Азербайджана Гейдар Алиев.

## Программа обучения
Университет предлагает обучение по Болонской системе, включающей программу бакалавриата, магистрата, аспирантуры и доктората. Действует программа MBA. Часть предметов преподаётся на английском языке, подготовка по которому является обязательной для обучения в вузе (сдача экзамена TOEFL на втором году обучения). В профессорско-преподавательский состав входят представители Турции, Англии, Америки, России и других стран. Для оплаты обучения внедрена система студенческого кредитования, работающая во многих вузах мира.

## Управление
Университет действует в соответствии с Конституцией Азербайджана, нормативными документами Министерства образования Азербайджана и собственным уставом. Он имеет государственную регистрацию с 1995 года (подтверждена в 2002 году).
Управление университетом осуществляется несколькими органами:
- президиум;
- административный совет;
- научный совет;
- студенческий совет.

Президиум является высшим органом управления, избирается основателями университета и отвечает за финансовые и общие административные вопросы. Административный совет состоит из вице-ректоров, деканов, глав научных структур, преподавателей и помогает в управлении университетом ректору-президенту. Научный совет отвечает за научную деятельность университета и смежные вопросы, является избираемым органом, председательствует в котором ректор. Студенческий совет представляет интересы студентов и организует студенческое самоуправление.

## Почётные доктора
Почётными докторами университета являются:
- Коксал Топтан, бывший председатель Великого национального собрания Турции
- Фаиза Абу Нага, министр международного сотрудничества Египта

## Достижения
На 2014 год является единственным высшим учебным заведением из Закавказья, который находится в числе лучших 700 университетов мира по рейтингу QS.